# Distretto di Conila
Il distretto di Conila è un distretto del Perù nella provincia di Luya (regione di Amazonas) con 2.033 abitanti al censimento 2007 dei quali 1.193 urbani e 840 rurali.
È stato istituito il 5 febbraio 1861 e il centro principale è Cohechan.

## Località
Il distretto è formato dall'insieme delle seguenti località:
- Cohechan
- Panamal
- Conila
- Vista Alegre
- Tingo
- Berbena
- San Antonio
- Molino
- Nuevo Luya
- Balzapata
- Mareipata
- San Isidro de Quiucmal
- Vaquerías
- Piedra Grande
- Inga Pahuana
- Golac
- Gringo Huadunan
- San José de Opelan